# Mistrovství Československa v zápasu ve volném stylu 1983
Mistrovství Československa v zápasu ve volném stylu proběhlo v Košicích ve dnech 19.-20. února 1983. 

## Výsledky
| Kategorie | Zlato                                 | Stříbro                           | Bronz                                 |
| --------- | ------------------------------------- | --------------------------------- | ------------------------------------- |
| -48 kg    | Ján Hribik (Baník Prievidza)          | Dezider Arendáš (Baník Prievidza) | Ternényi (Plastika Nitra)             |
| -52 kg    | Ján Ondika (Dukla Trenčín)            | Bláha (Zbrojovka Brno)            | Malík (Dukla Trenčín)                 |
| -57 kg    | Miroslav Jedlička (Lokomotiva Košice) | Vohnout (Spartak Snina)           | Ferdinand Schlenker (Baník Prievidza) |
| -62 kg    | Jozef Schwendtner (Dukla Trenčín)     | Koval (Dukla Trenčín)             | Josef Čulák (Lokomotiva Košice)       |
| -68 kg    | Gabriel Juhás (Lokomotiva Košice)     | Marušák (Lokomotiva Košice)       | Wiliam Hönsch (RH Praha)              |
| -74 kg    | Dan Karabin (RH Praha)                | Jaroslav Bago (Baník Prievidza)   | Ľubomír Holoubek (Baník Prievidza)    |
| -82 kg    | František Fábrik (Baník Prievidza)    | Jozef Lohyňa (Kovo Fiľakovo)      | Hireš (Lokomotiva Košice)             |
| -90 kg    | Juraj Kucirko (Lokomotiva Košice)     | Petráš (RH Praha)                 | Vörös (Dukla Trenčín)                 |
| -100 kg   | Pavol Kostiviar (Baník Prievidza)     | Josef Čermák (Lokomotiva Košice)  | laco (Kovo Fiľakovo)                  |
| +100 kg   | Milan Ježek (Zbrojovka Brno)          | Vladimír Kovač (Baník Prievidza)  | Vokurka (RH Praha)                    |